# 内饶
内饶，是匈牙利诺格拉德州所辖的一个村。总面积18.68平方公里，总人口1094，人口密度58.6人/平方公里（2011年1月1日）。